# Isothecium tetragonum
Isothecium tetragonum là một loài rêu trong họ Brachytheciaceae. Loài này được Sw. ex Hedw. Brid. mô tả khoa học đầu tiên năm 1827.